# Élections législatives portugaises de 1915
Les élections législatives portugaises de 1915 (en portugais : Eleições legislativas portuguesas de 1915) se sont tenues le 13 juin 1915.
Le Parti démocrate remporte les élections avec 63 % des votants sur le continent et 55 % dans les îles. Les démocrates obtiennent 106 sièges de députés et 45 mandats de sénateurs. Le Parti républicain évolutionniste obtient plus de 22 % des suffrages sur le continent et 26 députés. Les unionistes obtient 14 % des suffrages sur le contient et 36 % dans les îles.  

## Résultats
| Partis                   | Partis                           | Voix    | %     | +/− | Sièges par chambre | Sièges par chambre | Sièges par chambre | Sièges par chambre |
| Partis                   | Partis                           | Voix    | %     | +/− | Députés            | +/−                | Sénateurs          | +/−                |
| ------------------------ | -------------------------------- | ------- | ----- | --- | ------------------ | ------------------ | ------------------ | ------------------ |
|                          | Parti démocrate                  |         |       |     | 106                | 38                 | 45                 | 21                 |
|                          | Parti républicain évolutionniste |         |       |     | 26                 | 15                 | 9                  | 7                  |
|                          | Union républicaine               |         |       |     | 15                 | 21                 | 11                 | 7                  |
|                          | Parti socialiste portugais       |         |       |     | 2                  | en stagnation      | 0                  | 2                  |
|                          | Centre catholique portugais      |         |       | Nv. | 1                  | Nv.                | 1                  | Nv.                |
|                          | Autres et indépendants           |         |       |     | 13                 | 7                  | 3                  | 3                  |
|                          |                                  |         |       |     |                    |                    |                    |                    |
| Votes valides            |                                  |         |       |     |                    |                    |                    |                    |
| Votes blancs et nuls     |                                  |         |       |     |                    |                    |                    |                    |
| Total                    | Total                            | 282 387 | 100   | –   | 163                | 10                 | 69                 | 3                  |
| Abstentions              | Abstentions                      | 189 170 | 40,12 |     |                    |                    |                    |                    |
| Inscrits / participation | Inscrits / participation         | 471 557 | 59,88 |     |                    |                    |                    |                    |